# Tieri Godame
Tieri-Teddy Morgan Schadrac Godame (Bangui, 9 luglio 2002) è un calciatore centrafricano, attaccante del Guingamp e della nazionale centrafricana.

## Carriera

### Club
Godame è cresciuto nei settori giovanili di Nantes, USSA Vertou e Challans, dove ha giocato in prima squadra dal 2021 al 2024 realizzando 27 reti in 64 partite in Championnat National 3.
Il 2 luglio 2024 è stato acquistato dal Guingamp che lo ha inizialmente assegnato alla seconda squadra. Ha debuttato in Ligue 2 il 16 agosto nell'incontro vinto 4-0 contro il Troyes.

### Nazionale
Ha debuttato con la nazionale centrafricana il 22 marzo 2024 nell'incontro amichevole vinto 6-0 contro il Bhutan. Tre giorni più tardi ha realizzato una tripletta nel successo per 4-0 sulla Papua Nuova Guinea.

## Statistiche

### Presenze e reti nei club
Statistiche aggiornate al 4 settembre 2024.
| Stagione        | Squadra         | Campionato      | Campionato | Campionato | Coppe nazionali | Coppe nazionali | Coppe nazionali | Coppe continentali | Coppe continentali | Coppe continentali | Altre coppe | Altre coppe | Altre coppe | Totale | Totale | Totale |
| Stagione        | Squadra         | Comp            | Pres       | Reti       | Comp            | Pres            | Reti            | Comp               | Pres               | Reti               | Comp        | Pres        | Reti        | Pres   | Reti   |        |
| --------------- | --------------- | --------------- | ---------- | ---------- | --------------- | --------------- | --------------- | ------------------ | ------------------ | ------------------ | ----------- | ----------- | ----------- | ------ | ------ | ------ |
| 2021-2022       | Challans        | N3              | 14         | 4          | CF              | 0               | 0               |                    | -                  | -                  |             | -           | -           | 14     | 4      |        |
| 2022-2023       | Challans        | N3              | 25         | 8          | CF              | 0               | 0               |                    | -                  | -                  |             | -           | -           | 25     | 8      |        |
| 2023-2024       | Challans        | N3              | 25         | 15         | CF              | 3               | 0               |                    | -                  | -                  |             | -           | -           | 28     | 15     |        |
| Totale Challans | Totale Challans | Totale Challans | 64         | 27         |                 | 3               | 0               |                    | -                  | -                  |             | -           | -           | 67     | 27     |        |
| 2024-2025       | Guingamp 2      | N3              | 2          | 0          |                 | -               | -               |                    | -                  | -                  |             | -           | -           | 2      | 0      |        |
| 2024-2025       | Guingamp        | L2              | 1          | 0          | CF              | 0               | 0               |                    | -                  | -                  |             | -           | -           | 1      | 0      |        |
| Totale carriera | Totale carriera | Totale carriera | 19         | 2          |                 | 3               | 0               |                    | -                  | -                  |             | -           | -           | 21     | 3      |        |

### Cronologia presenze e reti in nazionale
| Cronologia completa delle presenze e delle reti in nazionale ― Rep. Centrafricana | Cronologia completa delle presenze e delle reti in nazionale ― Rep. Centrafricana | Cronologia completa delle presenze e delle reti in nazionale ― Rep. Centrafricana | Cronologia completa delle presenze e delle reti in nazionale ― Rep. Centrafricana | Cronologia completa delle presenze e delle reti in nazionale ― Rep. Centrafricana | Cronologia completa delle presenze e delle reti in nazionale ― Rep. Centrafricana | Cronologia completa delle presenze e delle reti in nazionale ― Rep. Centrafricana | Cronologia completa delle presenze e delle reti in nazionale ― Rep. Centrafricana |
| Data                                                                              | Città                                                                             | In casa                                                                           | Risultato                                                                         | Ospiti                                                                            | Competizione                                                                      | Reti                                                                              | Note                                                                              |
| --------------------------------------------------------------------------------- | --------------------------------------------------------------------------------- | --------------------------------------------------------------------------------- | --------------------------------------------------------------------------------- | --------------------------------------------------------------------------------- | --------------------------------------------------------------------------------- | --------------------------------------------------------------------------------- | --------------------------------------------------------------------------------- |
| 22-3-2024                                                                         | Colombo                                                                           | Rep. Centrafricana                                                                | 6 – 0                                                                             | Bhutan                                                                            | Amichevole                                                                        | -                                                                                 | 46’                                                                               |
| 25-3-2024                                                                         | Colombo                                                                           | Rep. Centrafricana                                                                | 4 – 0                                                                             | Papua Nuova Guinea                                                                | Amichevole                                                                        | 3                                                                                 | 80’                                                                               |
| 5-6-2024                                                                          | Oujda                                                                             | Rep. Centrafricana                                                                | 1 – 0                                                                             | Ciad                                                                              | Qual. Mondiali 2026                                                               | -                                                                                 | 74’                                                                               |
| 10-6-2024                                                                         | Kumasi                                                                            | Ghana                                                                             | 4 – 3                                                                             | Rep. Centrafricana                                                                | Qual. Mondiali 2026                                                               | -                                                                                 | 68’                                                                               |
| Totale                                                                            |                                                                                   | Presenze                                                                          | 4                                                                                 |                                                                                   | Reti                                                                              | 3                                                                                 |                                                                                   |